# Ейла Секура
Ейла Секура (анг. Aayla Secura) — вигадана персонажка з всевіту Зоряних війн. Ейла є чутливою до Сили жінка-тві'лек, майстер-джедай, яка служила генералом-джедаєм Великої армії Республіки під час Війн клонів. В званні генерала вона командувала солдатами-клонами 327-го зоряного корпусу, з командером CC-5052 ("Блай"), який служила на стороні Секури.
Вперше з'явилась в серії коміксів "Зоряні війни: Республіка" створених Джен Дуурсимою та Джоном Острандером. Після цього, режисер франшизи Джордж Лукас був настільки вражений її дизайном, що включив її до фільму Зоряні війни: Атака Клонів, де її зіграла Емі Аллен. Після цього Ейла Секура з'являлась в подальших продовжень: Помста ситхів та Зоряні війни: Війна клонів. Вона є єдиним персонажем, створеним у коміксі «Зоряні війни», який згодом з'явився у фільмах франшизи.

## Історія
Ейла Секура народилась в 48 БПЯ на пустелій планеті, Рілот, та належала однією з головних правлячих родин на планеті, однак жінки в таких родинах вважалися не повноцінними та використовувались у рабстів. Ейлі було два роки коли її продали впилововому торговельнику клану Хаттів, який був клієнтом її родини. В цей момент, вона зустрілась з двома джедаями: майством Толмом та його учнем Квінланом Восом. Обидва дослідили, що вона є чутливою до сили та переконували її родину, аби вона разом з ними пішла до палацу джедаїв для тренувань. Через декілька років, Квінлан Вос став джедай-мастром і Ейла Секура в свою чергу стала його ученицею.

### Атака клонів
Ейла Секура була одна з двохсот джедаїв під проводом Мейса Вінду, що брати участь в операції на планеті Геоносис, де вони вперше зішхтовнулись з армією бойових дроїдів Конфедерації незалежних систем під керуванням Графа Дуку. Під час битви, вони були оточені величезно кількістю бойових дроїд. В цей момент, майстер Йода прибуває на летючому транспорті з новоствореними солдатами-клонами. Ейлі Секурі разом з іншими вдається залісти на транспорт та відступити з поля бою. Ейла також була одна з небагатьох джедаїв, що вижила у битві та продовжила битву на планеті, поки КНС не відступила з планети. З цього моменту на просторах галактики розгорнувся широкомасштабний конфлікт Галактичної республіки та Сепаратистів — Війна клонів.

### Помста ситхів
На момент фільму, Ейла вже мала звання джедая-майстра та генерала армії Галактичної Республіки очоливши загін солдатів-клонів. 327-го зоряного корпусу. Секура разом з клонами продовжувала боротьбу проти з сепаратистами разом з іншими джедаями та клонами. Разом з клоном-командиром Блаєм, вони борились проти сил сепаратистів на планеті Фелуція. В цей ж час, Палпатін видає усіх солдата-клонами наказ 66, за яким джедаї оголошуються загрозою для галактики та підлягають знищенню. Ейла Секура стала однією з перших джедаїв, що загинули від рук клонів під час наказу 66. Після ліквідації лідерів сепаратистів та більшості джедаїв, Палпатін оголошує про завершення війни та проголошує себе імператором новоутвореної Галактичної імперії.

## Створення
Вперше з'явилась в серії коміксах "Зоряні війни: Республіки" та була названа на честь Ната Секури, персонажа розповіді "Давні неприємності: Розповідь Біба Фортуни" за авторстом Кевіна Дж. Андерсона. За задумкою Джона Острадера, Ейла мала зіграти незначну роль в історії та загинути в останній арці, однак донька Джен Дуурсими, Сіан, попросила цього не робити. В подальних розділах, Нат Секура з її родича перетворився на однофамільця.
Під час написання сценарію Атаки клонів, Джордж Лукас наштовхнувся на обкладинку коміксу з нею, його зацікавила "харизма персонажки", після чого він вирішив додати її у фільм. Оскільки її роль не передбачала діалогів у фільмі, Джордж Лукас доручив співробітниці студії Industrial Light & Magic, Емі Аллен, яка до цього виконувала роль статитстів у попередніх фільмах. Після цього, Джен Дуурсима була вражена наскільки акторка схожа на персонажку з фільму.
Після цього, Секура з'явилась в одній серії мультсеріалу Зоряні війни: Війна клонів (2003) — в сцені битви групи джедаїв з Генералом Грівусом. Також вона отримала постійну роль в мультсеріалі 2008 року.

## Появи у відеоіграх
Ейла Секура з'являється в екшен-шутері від першого обличя 2005 року Star Wars: Battlefront II, що була розроблена студією Pandemic Studios та випущена студією Lucasfilm Games. В грі вона є одним з ігрових персонажів і на відміну від фільмів, в грі вона використовує два світлових мечі: синій та зелений. Вона також з'являлась Star Wars: The Clone Wars – Republic Heroes, відеогрі у жанрі платформи випущеної від Beam Software в 2009, з'явившись також у відеогрі Star Wars: Clone Wars Adventures розробленої від студії Sony Online Entertainment в 2010 році. Обидві ігри є спін-офами до телесеріалу Зоряні війни: Війни клонів. Також є можливим влаштувати з нею битву у режимі дуель в грі Star Wars: The Force Unleashed створеної LucasArts. Вона також є ігровим персонажем у відеогрі Star Wars: Galaxy of Heroes.